# Humberto Delgado
Humberto da Silva Delgado (ur. 15 maja 1906 w Torres Novas, zm. 13 lutego 1965 w Villanueva del Fresno w prowincji Badajoz) – portugalski generał lotnictwa, który próbował obalić reżim António Salazara w Portugalii drogą wolnych wyborów.

## Zarys biografii
Na początku jego kariery przypisywano mu poglądy zgodne z doktryną reżimu, lecz po powrocie z pobytu w Waszyngtonie w latach 50. opowiedział się po stronie demokracji. Obalenia reżimu zamierzał dokonać zostając kandydatem w wyborach prezydenckich w 1958. Podczas wywiadu w kawiarni „Chave d'Ouro” 10 maja 1958, został spytany o to, jaką pozycję zajmie w stosunku do szefa rządu Salazara. Odpowiedź Delgado zabrzmiała: „Po prostu go zwolnię!”
Podczas wyborów prezydenckich w Portugalii w 1959 doszło do dużej liczby uchybień i nieprawidłowości. W rezultacie Humbero Delgado przegrał, a prezydentem został admirał Américo Tomás, kandydat Unii Narodowej. Natychmiast po wyborach Humbero Delgado został zdegradowany i wyrzucony z armii. Schronił się w ambasadzie brazylijskiej, który to kraj udzielił mu azylu.
13 lutego 1965 został zamordowany w hiszpańskiej miejscowości Villanueva del Fresno przez agenta tajnej policji PIDE, Casimira Monteiro. Jego ciało zostało odnalezione i zidentyfikowane dopiero po kilku miesiącach od chwili śmierci.
W 1990 r. został pośmiertnie promowany do stopnia marszałka Portugalskich Sił Powietrznych. Jego ciało zostało wtedy przeniesione do Panteonu Narodowego w Lizbonie.
Jego imieniem nazwany jest centralny port lotniczy w Lizbonie.